# Lewis Trondheim

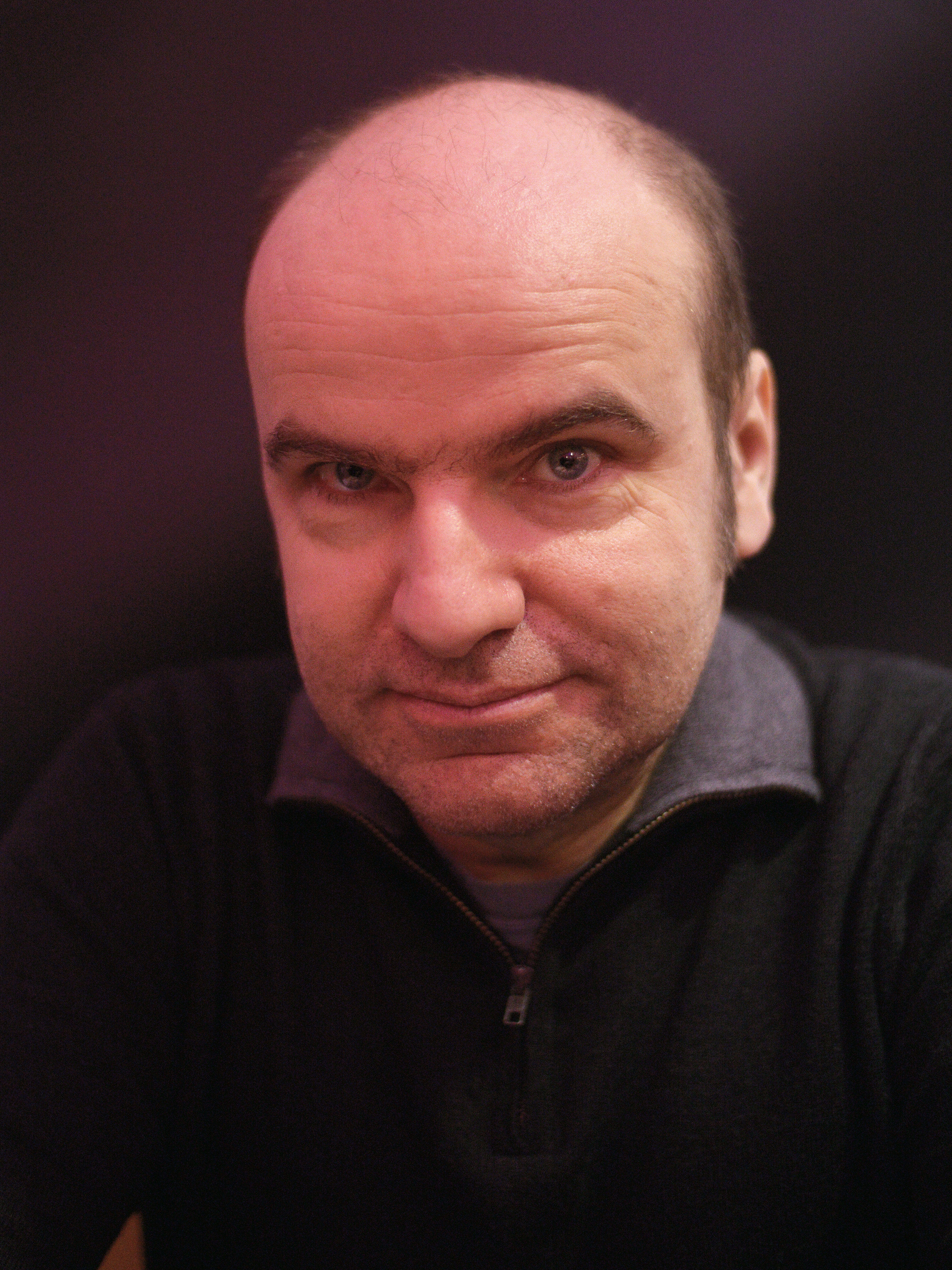
Lewis Trondheim (2015)

Lewis Trondheim (* 11. Dezember 1964 in Fontainebleau; eigentlich Laurent Chabosy) ist ein französischer Comiczeichner und Gründungsmitglied des Verlags L’Association.

## Leben
Trondheim ist verheiratet mit Brigitte Findakly (die einige seiner Alben kolorierte), hat zwei Kinder und lebt mit seiner Familie in Montpellier in Frankreich, wo er auch arbeitet.
Das Pseudonym nach der norwegischen Stadt Trondheim erklärt Lewis Trondheim selber wie folgt: „Als Nachnamen wollte ich einen Städtenamen, aber Lewis Bordeaux oder Lewis Toulouse klang nicht so gut. Da fiel mir diese Stadt ein, Trondheim … Vielleicht veröffentliche ich irgendwann ein Album unter meinem richtigen Namen, um unerkannt zu bleiben.“

## Werke
Trondheim hat seit 1990 über hundert eigene Arbeiten veröffentlicht. In Frankreich werden die meisten seiner Alben vom Verlag L’Association veröffentlicht. Der Verlag wurde im Mai 1990 von Trondheim und den französischen Comiczeichnern Jean-Christophe Menu, David B., Patrice Killoffer, Mattt Konture, Stanislas sowie Mokeït gegründet.
Trondheims Arbeiten sind in viele Sprachen übersetzt worden, unter anderem auch ins Englische, ins Japanische und ins Deutsche.
In Deutschland wurde Trondheim mit der Comicserie Herrn Hases haarsträubende Abenteuer bekannt. In vielerlei manchmal zusammenhängenden Szenarien erleben dort der Held Herr Hase und seine Freunde und Feinde (alle im Funny-animal-Format gezeichnet) allerlei absonderliche, abstruse, fantastische und philosophische Abenteuer. Besonders die Dialoge fanden viel Lob und Beachtung seitens der Kritik. Der erste französische Band, Lapinot et les Carottes de Patagonie (zu deutsch etwa Herr Hase und die Mohrrüben von Patagonien) erschien bisher wegen seines gigantischen Umfangs von über 500 Seiten nicht außerhalb Frankreichs, nach Aussagen von Trondheim selbst ist auf absehbare Zeit auch nicht mit einer deutschen Veröffentlichung zu rechnen.
Seine andere international bekannte und auch ins Deutsche übersetzte Serie ist Donjon, eine gemeinsam mit Joann Sfar produzierte Parodie auf das Fantasy-Genre in epischer Länge und mehreren Zyklen, von der bislang 36 Bände auf Deutsch veröffentlicht wurden. Seit 2011 produziert er mit Ralph Azham eine weitere Fantasy-Serie, die Donjon stark ähnelt, aber in einer anderen Fantasy-Welt spielt.
Trondheims Comicfigur „die Fliege“ (der Comic dazu ist ohne Worte) gab Anlass zur Produktion eines Zeichentrickfilms, der in Deutschland im öffentlich-rechtlichen Fernsehen innerhalb der Sendungen Sendung mit der Maus und Käpt’n Blaubär Club lief. Eine weitere Verfilmung seiner Comic-Serien wurde mit der 26-teiligen Trickfilmreihe Kaput & Zösky realisiert, die im deutschsprachigen Raum bislang nur im Pay-TV-Sender Junior sowie kurzzeitig auf ORF 1 zu sehen war.
Des Weiteren schreibt und zeichnet Trondheim an einer Vielzahl von Projekten, sowohl alleine als auch in Kooperation mit anderen Zeichnern und Autoren.

## Auszeichnungen
- 1994: Alph-Art coup de cœur auf dem Festival International de la Bande Dessinée d’Angoulême
- 1999: Alph-Art de la Communication auf dem Festival International de la Bande Dessinée d’Angoulême
- 2000: Max-und-Moritz-Preis für Approximate Continuum Comics als die beste deutschsprachige Comic-Publikation als Import
- 2005: Prix de la série auf dem Festival International de la Bande Dessinée d’Angoulême für Herrn Hases haarsträubende Abenteuer
- 2005: Ordre des Arts et des Lettres vom französischen Minister für Kultur und Kommunikation Renaud Donnedieu de Vabres und damit Ernennung zum Chevalier des Arts et Lettres
- 2006: Grand Prix de la Ville d’Angoulême für sein gesamtes bisheriges Werk

## Deutsche Veröffentlichungen

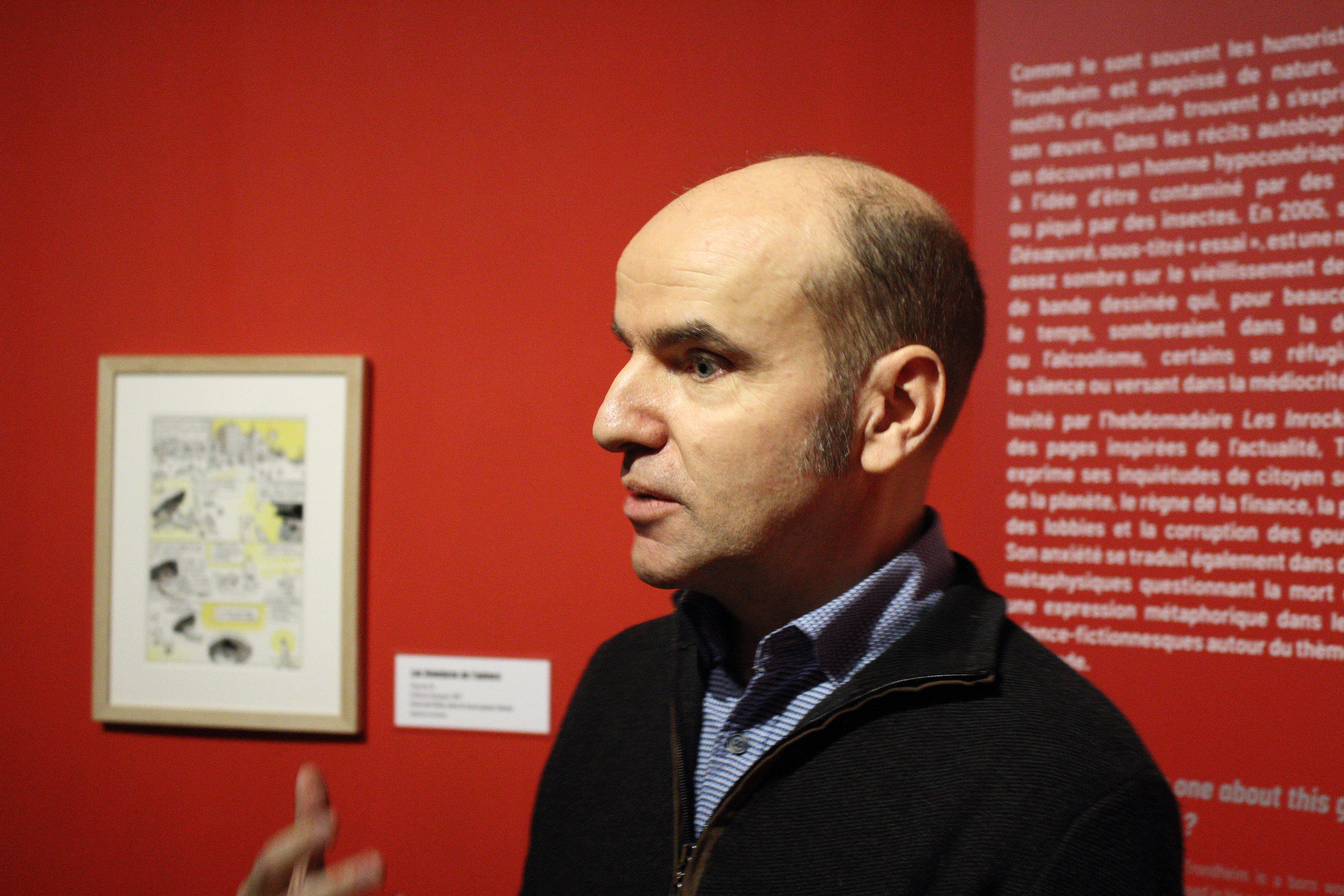
Trondheim auf dem Festival International de la Bande Dessinée d’Angoulême (2020)

- 1997 – Herrn Hases haarsträubende Abenteuer 1: Walter. Carlsen. ISBN 3-551-73311-2
- 1998 – Die Fliege. Reprodukt. ISBN 3-931377-21-0
- 1998 – Herrn Hases haarsträubende Abenteuer 2: Verflucht!. Carlsen. ISBN 3-551-73312-0
- 1999 – Approximate Continuum Comics. Reprodukt. ISBN 3-931377-16-4
- 1999 – Herrn Hases haarsträubende Abenteuer 3: Slaloms. Carlsen. ISBN 3-551-73313-9
- 1999 – Donjon 1: Das Herz einer Ente.(1) Carlsen, ISBN 3-551-74341-X
- 2000 – Intriganten. Reprodukt. ISBN 3-931377-38-5
- 2000 – Diablotus. Reprodukt. ISBN 3-931377-42-3
- 2000 – Mehltau. Reprodukt. ISBN 3-931377-33-4
- 2000 – Hallo, kleiner Weihnachtsmann. Carlsen.(2) ISBN 3-551-74792-X
- 2000 – Monströse Geschichten. Carlsen. ISBN 3-551-74661-3
- 2000 – Monströser Truthahn. Carlsen. ISBN 3-551-74662-1
- 2000 – Herrn Hases haarsträubende Abenteuer 4: Blacktown. Carlsen. ISBN 3-551-73314-7
- 2000 – Herrn Hases haarsträubende Abenteuer 5: Liebe und sonstige Kleinigkeiten. Carlsen. ISBN 3-551-73315-5
- 2000 – Donjon 2: Der König der Krieger.(1) Carlsen. ISBN 3-551-74342-8
- 2000 – Donjon 3: Die Prinzessin der Barbaren.(1) Carlsen. ISBN 3-551-74343-6
- 2001 – Das Land der drei Lächeln. Reprodukt. ISBN 3-931377-59-8
- 2001 – Nein, nein, nein. Reprodukt. ISBN 3-931377-56-3
- 2001 – Happy Halloween, kleiner Weihnachtsmann.(2) Carlsen ISBN 3-551-76145-0
- 2001 – Herrn Hases haarsträubende Abenteuer 6: Frühlingserwachen.(3) Carlsen. ISBN 3-551-73316-3
- 2001 – Herrn Hases haarsträubende Abenteuer 7: Ganz im Ernst!.(4) Carlsen. ISBN 3-551-73317-1
- 2001 – Donjon 101: Der Drachenfriedhof.(1) Carlsen. ISBN 3-551-75221-4
- 2001 – Donjon -99: Das Hemd der Nacht.(5) Carlsen. ISBN 3-551-75222-2
- 2002 – Apokalyptische Schöpfungen. Reprodukt. ISBN 3-931377-81-4
- 2002 – Die Kosmonauten der Zukunft 1.(6) Egmont Ehapa. ISBN 3-7704-0937-X
- 2002 – Die Kosmonauten der Zukunft 2: Die Rückkehr.(6) Egmont Ehapa. ISBN 3-7704-0938-8
- 2002 – Mein Freund, der Rechner. Carlsen. ISBN 3-551-76471-9
- 2002 – Herrn Hases haarsträubende Abenteuer 8: Die Farbe der Hölle.(4) Carlsen. ISBN 3-551-73318-X
- 2002 – Donjon 102: Der Vulkan der Vaucanson.(1) Carlsen. ISBN 3-551-75223-0
- 2002 – Donjon -98: Ein Rächer in Bedrängnis.(5) Carlsen. ISBN 3-551-75224-9
- 2002 – Donjon 4: Missglückter Zauber. Carlsen.(1) ISBN 3-551-74344-4
- 2003 – Mister O. Reprodukt. ISBN 3-931377-84-9
- 2003 – Nicht ohne meine Konsole. Carlsen. ISBN 3-551-76822-6
- 2003 – Herrn Hases haarsträubende Abenteuer 9: Der atomare Teilchenbeschleuniger.(4) Carlsen. ISBN 3-551-73319-8
- 2004 – Kaput & Zösky 1: Die Halunken der Unendlichkeit. Reprodukt. ISBN 3-931377-92-X
- 2004 – Die Fabelhaften. Reprodukt. ISBN 3-931377-95-4
- 2004 – Donjon Parade 1: Noch ein Verlies.(7) Carlsen. ISBN 3-551-77401-3
- 2004 – Donjon Parade 2: Der Weise aus dem Ghetto.(7) Carlsen. ISBN 3-551-77402-1
- 2005 – Herrn Hases haarsträubende Abenteuer 10: Wie das Leben so spielt.(4) Carlsen. ISBN 3-551-73320-1
- 2005 – Donjon Parade 3: Der Tag der Frösche.(7) Reprodukt. ISBN 3-938511-26-5
- 2005 – Donjon Parade 4: Gören, Grünzeug und Geziefer.(7) Reprodukt. ISBN 3-938511-27-3
- 2005 – A.L.I.E.E.N. Reprodukt. ISBN 3-938511-18-4
- 2006 – Mister I. Reprodukt. ISBN 3-938511-19-2
- 2006 – Donjon -97: Das Ende einer Jugend.(1) Reprodukt. ISBN 3-938511-67-2
- 2006 – Donjon Monster 1: Hans-Hans der Schreckliche (Donjon Monsters: Jean-Jean la Terreur).(8) Reprodukt. ISBN 3-938511-76-1
- 2006 – Donjon Monster 2: Die Armeen der Tiefe (Donjon Monsters: Les Profondeurs).(9) Reprodukt. ISBN 3-938511-68-0
- 2007 – Donjon 5: Hochzeit mit Hindernissen (Un mariage à part).(10) Reprodukt. ISBN 978-3-938511-56-5
- 2007 – Donjon Monster 3: Die Hauptkarte (Donjon Monsters: La carte majeure). (11) Reprodukt. ISBN 978-3-938511-57-2
- 2007 – Ausser Dienst (Désoeuvré) Reprodukt. ISBN 978-3-938511-37-4
- 2007 – Donjon 103: Armageddon.(1) Reprodukt. ISBN 978-3-938511-36-7
- 2007 – Donjon -84: Nach dem Regen.(5) Reprodukt. ISBN 978-3-938511-42-8
- 2008 – Insel Bourbon 1730 Reprodukt.(12) ISBN 978-3-938511-87-9
- 2008 – Donjon Parade 5: Nubbeltechnik.(7) Reprodukt. ISBN 978-3-938511-89-3
- 2008 – Donjon Monster 4: Geheimsache Gerstensaft.(13) Reprodukt. ISBN 978-3-938511-90-9
- 2008 – Donjon Monster 5: Die Ehre der Soldaten.(14) Reprodukt. ISBN 978-3-938511-91-6
- 2008 – Donjon Monster 6: Der schwarze Fürst.(15) Reprodukt. ISBN 978-3-941099-08-1
- 2009 – Donjon Monster 7: Der Sohn der Drachenfrau.(16) Reprodukt. ISBN 978-3-941099-09-8
- 2009 – Donjon 6: Der verlorene Sohn.(1) Reprodukt. ISBN 978-3-941099-16-6
- 2009 – Donjon Monster 8: Der große Herzensbrecher.(17) Reprodukt. ISBN 978-3-941099-18-0
- 2009 – Donjon Monster 9: Das Buch des Erfinders.(18) Reprodukt. ISBN 978-3-941099-25-8
- 2009 – Donjon Monster 10: Der Herr der Automaten.(19) Reprodukt. ISBN 978-3-941099-35-7
- 2010 – Die Kosmonauten der Zukunft 3: … sind schon wieder da!.(6) Finix Comics. ISBN 3-941236-29-6
- 2010 – Donjon -83: Der letzte Ritter.(20) Reprodukt. ISBN 978-3-941099-34-0
- 2010 – Die erstaunlichen Abenteuer ohne Herrn Hase 4: Endkrass. Reprodukt. ISBN 978-3-941099-52-4
- 2010 – Donjon 104: Das fliegende Meer.(21) Reprodukt. ISBN 978-3-941099-36-4
- 2010 – Donjon Monster 11: Die schöne Mörderin(22). Reprodukt. ISBN 978-3-941099-63-0
- 2010 – Nichtigkeiten: Der Fluch des Regenschirms. Reprodukt. ISBN 978-3-941099-62-3
- 2010 – Spirou + Fantasio spezial 11: Panik im Atlantik. (23) Carlsen. ISBN 978-3-551-77699-0
- 2011 – Donjon 105: Die neuen Zenturionen.(21) Reprodukt. ISBN 978-3-941099-64-7
- 2011 – Fennek.(24) Reprodukt. ISBN 978-3-941099-80-7
- 2011 – Donjon 106: Bärendienste.(25) Reprodukt. ISBN 978-3-941099-89-0
- 2011 – Donjon Monster 12: Das Auge des Riesen.(26) Reprodukt. ISBN 978-3-941099-99-9
- 2012 – Ralph Azham 1: Belügt man jene, die man liebt? Reprodukt. ISBN 978-3-941099-98-2
- 2012 – Ralph Azham 2: Und am Anfang wartet der Tod. Reprodukt. ISBN 978-3-943143-20-1
- 2012 – Texas Cowboys.(27) Salleck Publications. ISBN 978-3-89908-465-8
- 2013 – Ralph Azham 3: Schwarz sind die Sterne. Reprodukt. ISBN 978-3-943143-50-8
- 2013 – Ralph Azham 4: Ein vergrabener Stein bleibt dumm. Reprodukt. ISBN 978-3-943143-84-3
- 2014 – Texas Cowboys 2.(27) Salleck Publications. ISBN 978-3-89908-559-4
- 2014 – Donjon 110: Hoher Sepentrion(28) Reprodukt. ISBN 978-3-95640-013-1
- 2015 – Donjon 111: Das Ende des Donjon.(8) Reprodukt. ISBN 978-3-95640-027-8
- 2015 – Ralph Azham 5: Das Land der blauen Dämonen. Reprodukt. ISBN 978-3-95640-028-5
- 2015 – Ralph Azham 6: Der Feind meines Feindes. Reprodukt. ISBN 978-3-95640-029-2
- 2016 – Ralph Azham 7: Alles hat einmal ein Ende. Reprodukt. ISBN 978-3-95640-049-0
- 2016 – Ralph Azham 8: Niemand fängt einen Fluss. Reprodukt. ISBN 978-3-95640-079-7
- 2017 – Maggy Garrisson 1: Lach doch mal, Maggy!.(29) Schreiber & Leser. ISBN 978-3-946337-32-4
- 2017 – Mohnblumen aus dem Irak.(4) Reprodukt. ISBN 978-3-95640-120-6
- 2017 – Ralph Azham 9: Am Scheideweg. Reprodukt. ISBN 978-3-95640-124-4
- 2017 – Mickey's craziest adventures.(30) Comic Collection Egmont. ISBN 978-3-7704-3962-1
- 2017 – Maggy Garrisson 2: Der Mann in meinem Bett.(29) Schreiber & Leser. ISBN 978-3-946337-33-1
- 2018 – Maggy Garrisson 3: So war das nicht gedacht. (29) Schreiber & Leser. ISBN 978-3-946337-50-8
- 2018 – Ralph Azham 10: Ein verlöschendes Feuer. Reprodukt. ISBN 978-3-95640-149-7
- 2018 – Die neuen Abenteuer von Herrn Hase 1 : Eine etwas bessere Welt. Reprodukt. ISBN 978-3-95640-150-3
- 2018 – Die erstaunlichen Abenteuer ohne Herrn Hase 1: Die Abenteuer des Universums. Reprodukt. ISBN 978-3-941099-85-2
- 2018 – Ralph Azham 11: Die Verkettung. Reprodukt. ISBN 978-3-95640-173-2
- 2019 – Die neuen Abenteuer von Herrn Hase 2: Das verrückte Unkraut. Reprodukt. ISBN 978-3-95640-174-9
- 2020 – Ralph Azham 12: Loslassen. Reprodukt. ISBN 978-3-95640-210-4
- 2021 – Die neuen Abenteuer von Herrn Hase 3: Bekehrungswahn & lebende Tote. Reprodukt. ISBN 978-3-95640-243-2
- 2022 – Die neuen Abenteuer von Herrn Hase 6: Beim Teutates! Reprodukt. ISBN 978-3-95640-356-9